# Analsfinkterskada
Analsfinkterskada eller analsfinkterruptur (ofta bara sfinkterskada) innebär en skada eller spricka i kvinnans underliv mellan slidan och ändtarmsöppningen (i det så kallade perineumområdet). Det är en allvarligare form av de vanligare förlossningsbristningarna. Denna typ av skada kan uppstå i samband med vaginal förlossning. Svårighetsgraden kan variera mellan lindriga skador till att de som ger upphov till livslånga svårigheter och symptom som analinkontinens. Lindriga skador på huden uppstår ofta och läker av sig själva. De kan uppstå utan att någonting felaktigt skett under förlossningen, medan allvarligare bristningar behöver sys och ger inte alltid symptom förrän en tid efter förlossning. De allra flesta förlossningar leder inte till allvarlig skada.

## Symptom
Lindriga eller ytliga skador behöver inte diagnosticeras och läker oftast väl utan någon åtgärd.
Allvarligare skador kan ge upphov till symptom i form av analinkontinens, vilket innebär en oförmåga att kontrollera tarmtömningen på ett adekvat sätt. Dessutom kan man få problem med urinläckage, och påverkan på den sexuella funktionen. Problemens svårighetsgrad beror helt på hur allvarlig skadan är.

## Riskfaktorer
Riskfaktorer för denna typ av skada är instrumentell förlossning (sugklocka och framförallt tång), stort barn, vissa typer av avvikande bjudning, utdragen förlossning, att föderskan är könsstympad, samt att vara förstföderska. Otillräcklig överblick av perineum under förlossningen ökar också riskerna.
Det är oklart om vissa fosterställningar, eller om användandet av perinealskydd är bättre, och även ifall perineotomi (klipp) vid icke-instrumentell förlossning hjälper.

## Diagnos
Ultraljud (framför allt analt ultraljud) i samband med förlossningar leder till att fler skador upptäcks än om personalen bara känner och tittar på mellangården - och därmed kan också fler skador åtgärdas vilket minskar riskerna för analinkontinens.

### Klassifikationer
Cirka 80% av förstföderskor får ytliga bristningar i slidan och underlivets hud, vilket motsvarar en grad 1 bristning. En djupare bristning i mellangården kallas för perinealruptur och räknas som grad 2. Grad 2 och allvarligare (grad 3 och 4) sträcker sig djupare än bara huden och kräver att de sys för att läka ordentligt.

## Förebyggande

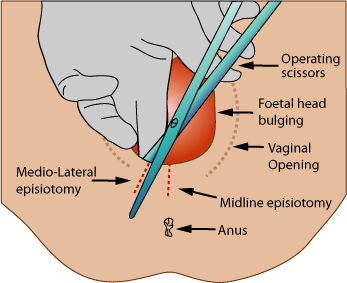
Klipp i mellangården eller perineotomi kan användas vid behov för att minska risken för analsfinkterskada.

I en SBU-rapport från 2016 visade man att ett antal olika metoder kunde minska riskerna för sfinkterskador. Dessa inkluderar att undvika att barnet föds för snabbt, och att vårdpersonalen har genomgått utbildning i att undvika för snabb födsel. Handgrepp kan komma till nytta, och då det behövs kan klipp i mellangården hjälpa, speciellt hos förstföderskor där sugklocka används. Detta klipp sys sedan igen och får läka — men används sällan. Även tryck med varma våta kompresser mot mellangärden har visat effekt. 
Dock fann man I SBU-rapporten otillräckligt underlag för att bedöma effekt av hyaloronidasinjektion, oljor, vaxer eller vaginalmassage. Försenad krystning, bäckenbottenträning, Ritgens manöver eller benstöd saknade också tillräckligt underlag. Inte heller kommersiella lösningar såsom balongfödseltränare eller funduspressbälte visade underlag för effekt.

### Ritgens handgrepp
Ritgens handgrepp innebär att barnmorskan trycker på barnets huvud med sin vänstra hand för att kontrollera hastigheten av huvudets bjudning. Samtidigt använder denne sin tumme och sitt pekfinger på högerhanden för att stödja perineum medan långfingret används för att fatta barnets haka. Föderskan får i detta skede försöka sluta krysta medan barnmorskan hjälper barnets huvud att passera vaginalöppningen. När största delen av barnets huvud är ute för barnmorskan perineum under barnets haka och innan föderskan får börja krysta igen.
En modifierad form av Ritgens handgrepp med tänjande av introitus och perineum samt ett oforcerat förlossningsförlopp utan yttre press är åtgärder i omvårdnaden som kan minska risken för skador.

### Perinealskydd
Perinealskydd är när barnmorskan håller antingen emot med handen mot mellangården när barnets huvud börjar synas eller ibland även med en handduk som är indränkt i varmt vatten. Mellangården mjukas då upp och risken för att den spricker minskar och barnet föds långsammare, så att underlivet hinner tänjas ut. Det är också viktigt att föderskan endast krystar på barnmorskans uppmaning och endast krystar när krystvärk finns. Vävnaderna behöver få tid för att tänjas ut och undvika sprickor eller i alla fall för att minska risken.

## Sverige
Analsfinkterskador diagnosticeras hos ungefär 3,5 % av de kvinnor som genomgår vaginal förlossning i Sverige. Diagnos av denna typ av skada ställs med hjälp av klinisk undersökning, men diagnoskriterierna är oklara. I barnmorskeutbildningen ingår olika tekniker för att minska risken att skador ska uppstå, såsom hands-off och hands-on metoder (handen på barnets huvud, respektive på både huvudet och perineum) och liknande handgrepp, våtvarma handdukar och klipp i mellangården. Det har visats att utbildningsinsatser för vårdpersonal leder till att antalet analsfinkterskador minskar. Rektalpalpation efter förlossningen för att undersöka möjlig förekomst av analsfinkterskada är inte utvärderad som diagnostisk metod och hur stor del av de skador som finns och som faktiskt upptäcks med denna metod är osäkert. Frånvaro av rätt vård direkt efter skadan ökar risken för ett långt lidande med smärta, avföringsläckage och ett icke fungerande sexliv. En diagnosticerad skada ska dokumenteras och journalföras. Statistik över antalet nya fall förs på samtliga kliniker i landet och nationellt via medicinskt födelseregister på Socialstyrelsen. Ett register för denna typ av skada byggs för närvarande upp.